# Den første kærlighed
Den første kærlighed er en dansk ungdomsfilm fra 2007, der er instrueret af Christian Holten Bonke efter manuskript af ham selv og Rikke de Fine Licht.

## Handling
Christina på 13 år er igennem halvandet år kæreste med Sebastian fra hendes klasse. I starten, da de bliver kærester, er alt godt. Men Christina bliver let jaloux og omklamrende, fordi hun er bange for at miste Sebastian, og de udvikler et forhold fuld af regler for, hvem de hver især må tale med. Til sidst slår Sebastian op. Bagefter er Christina ked af det, og hun kæmper længe mod følelsen af ensomhed, inden hun igen kan holde ud at være alene uden kæreste.